# Wysoka (województwo śląskie)
Wysoka – wieś w Polsce, położona w województwie śląskim, w powiecie zawierciańskim, w gminie Łazy.
W latach 1973–1974 miejscowość była siedzibą gminy Wysoka. W latach 1975–1998 należała administracyjnie do województwa katowickiego. Znajduje się w niej szkoła podstawowa i park przypałacowy z końca XVIII w. Przez miejscowość przebiega droga wojewódzka nr 796.
| SIMC    | Nazwa | Rodzaj     |
| ------- | ----- | ---------- |
| 0216935 | Wały  | przysiółek |

## Zabytki
Zabytkiem jest pałac w Wysokiej.

## Urodzeni
- Paweł Szkliniarz (1903-1947), działacz komunistyczny[6].